# Eustachio Manfredi
Eustachio Manfredi   (Bolonya, 20 de setembre de 1674 - Bolonya, 15 de febrer de 1739) va ser un matemàtic, astrònom i poeta italià del segle xviii.

## Vida
El seu pare era un advocat a Bolonya. Va estudiar al col·legi jesuïta de la seva ciutat i a la universitat de Bolonya, on es va graduar el 1692 en dret canònic i civil, tot i que mai va exercir l'advocacia. Dos dels seus germans (Gabriele i Eraclito) també van ser professors a la universitat i el tercer (Emilio) va ingressar als jesuïtes. Les seves dues germanes (Maddalena i Teresa) van estar força involucrades en els treballs de recerca dels germans.
A la universitat, després de graduar-se, va seguir les classes d'astronomia i hidrometria de Domenico Guglielmini i va manifestar interessos i activitats culturals molt variades: des de l'anatomia fins a la llengua francesa. D'aquesta època són les seves obres literàries més reeixides.
El 1699 obté la càtedra de matemàtiques de la universitat de Bolonya i el 1704 és nomenat director del col·legi de Montalto i Superintendent de les Aigües de Bolonya. A partir d'aquest temps, la seva obra literària disminueix i la seva obra científica es fa més abundant.
El 1726, en construir-se l'observatori astronòmic de Bolonya al terrat de l'acadèmia de ciències, Manfredi n'esdevé el seu director i dedica tots els seus esforços en calcular la paral·laxi de les estrelles, cosa impossible amb els instruments de l'època (no es podrà comprovar fins al segle xix), però que li permetrà descobrir un altre fenomen important: l'aberració de la llum procedent de les estrelles.

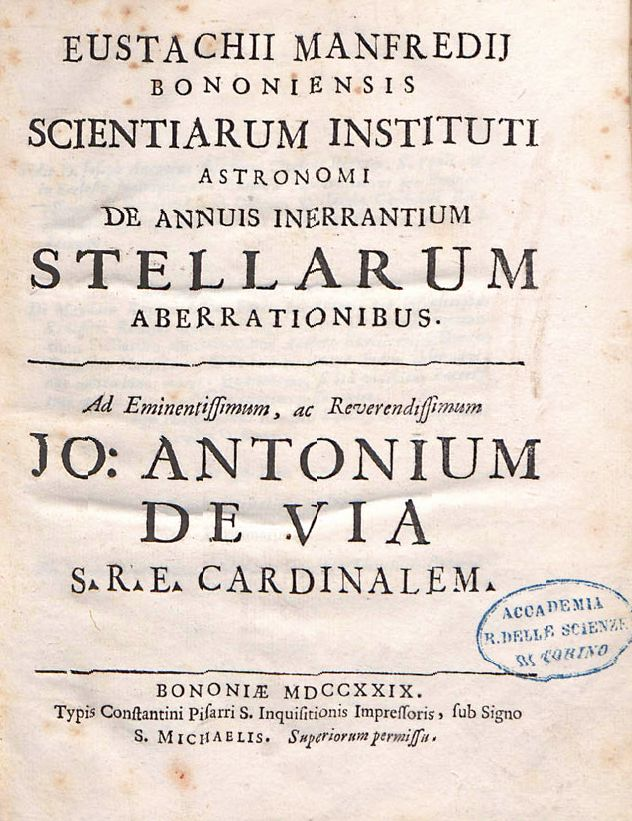
De annuis inerrantium stellarum aberrationibus, 1729

## Obra
A part de la seva obra científica, Manfredi també va ser escriptor de novel·les i poemes, essent membre de l'Academia de l'Arcadia. Entre les seves novel·les és remarcable la titulada Matrona di Efeso (1709) i entre els poemes, les seves Rime (1713) el convertiran en un dels majors exponents del petrarquisme del segle xviii.
Les seves obres científiques més importants són:
- Ephemerides motuum coelestium (1715-1725) (Bolonya, 1715)
- De transitu Mercurii per solem anno 1723 (Bolonya, 1724)
- De Annuis Inerrantium Stellarum Aberrationibus (Bolonya, 1729), en el qual explicava les seves observacions de la paral·laxi estelar i descobria l'aberració cromàtica.[8]
- De novissimis circa fixorum siderum errores observationibus (Bolonya, 1731)
- De gnomone meridiano bononiensi (Bologna, 1736)
- Instituzioni astronomiche (Bologna, 1749), publicat de forma póstuma
- i, escrit amb Domenico Guglielmini, Della natura de' fiumi - Nuova edizione con le annotazioni di Eustachio Manfredi (Bologna, 1739) que agrupa els seus treballs sobre hidràulica

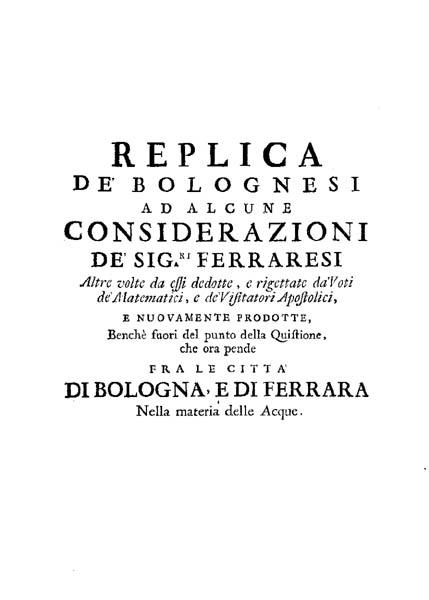
Replica de' bolognesi ad alcune considerazioni de' sig.ri ferraresi nella materia delle acque, 1717
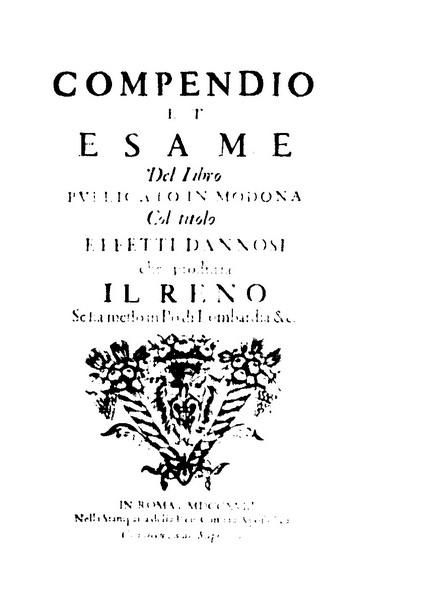
Compendio et esame del libro pubblicato in Modena col titolo Effetti dannosi che produrrà il Reno se sia messo in Po' di Lombardia, 1718
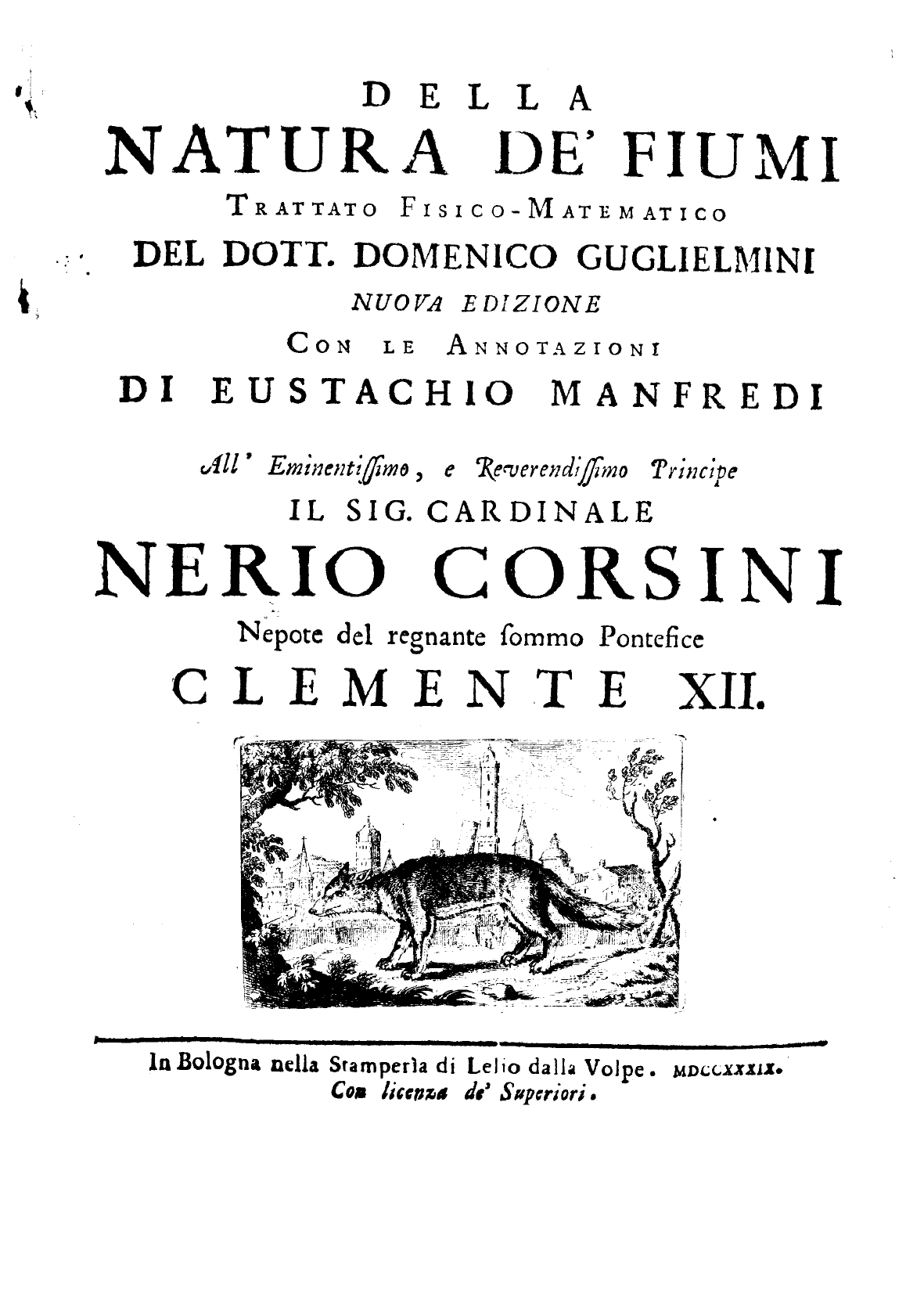
Domenico Guglielmini, Della natura de’ fiumi, trattato fisico-matematico. Nuova edizione con le annotazioni di Eustachio Manfredi, 1739